# ألدو مالديرا
ألدور مالديرا (بالإيطالية: Aldo Maldera)؛ (14 أكتوبر 1953 بميلانو - 1 أغسطس 2012)، لاعب كرة قدم إيطالي. لعب مع منتخب إيطاليا لكرة القدم.

## مسيرته الكروية
لعب ألدو مالديرا خلال مسيرته الاحترافية مع 4 أندية في سبعة عشر موسمًا وسجل خلالها 36 هدفًا ضمن 322 مباراة. حيث فاز في أربعة مواسم بالكأس وفي موسمين بالدوري.
خاض ألدو مالديرا مسيرته مع نادي إيه سي ميلان في موسم 1971–72 في المرة الأولى ولمدة موسمين ثم في موسم 1973–74 ليلعب معه تسعة مواسم، مشاركًا طوالها في 228 مباراة سجل خلالها 30 هدف. ثم انتقل إلى نادي بولونيا في موسم 1972–73 لمدة موسم واحد، حيث شارك في 3 مباريات ولم يسجل أي هدف. لينتقل بعدها إلى نادي روما في موسم 1982–83 واستمر معه طيلة ثلاثة مواسم، مشاركًا في 73 مباراة سجل خلالها 6 أهداف. ثم انتقل إلى نادي فيورنتينا في موسم 1985–86 ولمدة موسمين، مشاركًا في 18 مباراة ولم يسجل أي هدف.

## روابط خارجية
- ألدو مالديرا على موقع الاتحاد الدولي (مؤرشف)  (الإنجليزية)
- ألدو مالديرا على موقع الاتحاد الأوربي (الإنجليزية)
- ألدو مالديرا على موقع قاعدة بيانات كرة القدم.إي يو (الإنجليزية)
- ألدو مالديرا على موقع ناشيونال فوتبول تيمز (الإنجليزية)
- ألدو مالديرا على موقع عالم كرة القدم.نت (الإنجليزية)